# 凱尼恩維爾 (紐約州)
凱尼恩維爾（英語：Kenyonville）是位於美國紐約州奧爾良縣的非建制地區。

## 歷史
凱尼恩維爾的郵局於1863年設立，其後於1903年停運。

## 地理
凱尼恩維爾所處的海拔為高於海平面107米（即351英呎），而該地所採用的時區為UTC-5，即北美东部时区（EST）。同時該地設有夏令時間，為UTC-5調快一小時，即UTC-4（EDT）。